# Rudżm Unwa
Rudżm Unwa – wieś w Syrii, w muhafazie Ar-Rakka, w dystrykcie Tall Abjad. W 2004 roku liczyła 185 mieszkańców.